# Mathias Broothaerts
Mathias Broothaerts (Wilrijk, 12 juli 1994) is een Belgische atleet, die gespecialiseerd is in het verspringen. Hij werd driemaal Belgisch kampioen. 

## Biografie
Broothaerts veroverde verschillende jeugdtitels, vooral in het verspringen. Hij nam in 2013 deel aan de Europese kampioenschappen voor junioren in Rieti, waar hij met een persoonlijk record van 7,84 m zilver veroverde.
In 2014 sprong hij op de Belgische kampioenschappen 8,07 m, meteen zijn eerste titel. Met deze prestatie dwong hij zijn selectie af voor de Europese kampioenschappen in Zürich. Daar raakte hij niet door de kwalificaties.
Nadien sukkelde Broothaers met blessures en kon hij nooit meer zijn niveau van 2014 benaderen. In 2019 werd hij voor de tweede keer Belgisch kampioen. In 2021 volgde een derde Belgische titel.

### Clubs
Broothaerts was aangesloten bij AV Kontich-Aartselaar en stapte in 2010 over naar AC Lyra. Hij wordt getraind door zijn vader Laurent en Dirk Vermeulen. Tevens wordt hij begeleid in zijn snelheidstrainingen door Lieve Van Mechelen, coach van o.a. Kristof Beyens.

## Belgische kampioenschappen
| Onderdeel   | Jaar             |
| ----------- | ---------------- |
| verspringen | 2014, 2019, 2021 |

## Persoonlijke records
Outdoor
| Onderdeel   | Prestatie | Wind     | Datum        | Plaats  |
| ----------- | --------- | -------- | ------------ | ------- |
| verspringen | 8,07 m    | +1,1 m/s | 27 juli 2014 | Brussel |
| 100 m       | 10,85 s   | 0,0 m/s  | 29 juli 2017 | Merksem |

Indoor
| Onderdeel   | Prestatie | Datum           | Plaats |
| ----------- | --------- | --------------- | ------ |
| verspringen | 7,66 m    | 7 februari 2014 | Gent   |

## Palmares

### verspringen
- 2011: 7e EJOF in Trabzon - 6,98 m
- 2012:  BK indoor AC - 7,24 m
- 2012:  BK AC - 7,46 m
- 2013:  EK U20 in Rieti - 7,84 m
- 2014:  BK AC - 8,07 m
- 2014: 25e EK in Zürich - 7,48 m
- 2015:  BK indoor AC - 7,63 m
- 2017:  BK AC – 7,55 m
- 2019:  BK indoor AC - 7,34 m
- 2019:  BK AC – 7,64 m
- 2020:  BK indoor AC - 7,36 m
- 2020:  BK AC – 7,51 m
- 2021:  BK AC – 7,50 m

### 4 x 100 m
- 2011:  EJOF in Trabzon - 41,60 s

## Onderscheidingen
- 2014: Gouden Spike voor beste mannelijke belofte